# Uperoleia russelli
Uperoleia russelli (tên tiếng Anh: Russell's Toadlet) là một loài ếch thuộc họ Myobatrachidae.
Đây là loài đặc hữu của Úc.
Môi trường sống tự nhiên của chúng là đồng cỏ khô nhiệt đới hoặc cận nhiệt đới vùng đất thấp, sông có nước theo mùa, đầm nước ngọt, đầm nước ngọt có nước theo mùa, và kênh đào và mương rãnh.